# Rampisham Down
Rampisham Down is een steile heuvel van krijtgesteente in de Dorset Downs, in Zuid-Engeland nabij de dorpen Rampisham en Hooke, ten noordwesten van Dorchester. De heuvel is 221 meter hoog. Op de Rampisham Down staat een van de belangrijkste zenders van de BBC World Service in Europa. Er staan in totaal 26 zendmasten op de heuvel.

## Bron
- Dit artikel of een eerdere versie ervan is een (gedeeltelijke) vertaling van het artikel Rampisham Down op de Engelstalige Wikipedia, dat onder de licentie Creative Commons Naamsvermelding/Gelijk delen valt. Zie de bewerkingsgeschiedenis aldaar.